# Lionheart (álbum de Kate Bush)
| Críticas profissionais | Críticas profissionais |
| Avaliações da crítica  | Avaliações da crítica  |
| Fonte                  | Avaliação              |
| ---------------------- | ---------------------- |
| allmusic               | link                   |
| Georgiy Starostin      | link                   |

Lionheart é o segundo álbum de estúdio da cantora e compositora inglesa Kate Bush. Foi lançado em 1978, apenas nove meses após o seu bem-sucedido álbum de estreia, The Kick Inside. Lionheart alcançou o número 6 na parada de álbuns do Reino Unido tornando-se o único álbum de Kate a não entrar no top 5 e recebeu a certificação de platina pela British Phonographic Industry por vendas superiores a 300.000.

## Faixas
Todas as canções escritas e compostas por Kate Bush, exceto "In Search of Peter Pan" escrita por Kate Bush contendo um fragmento da canção "When You Wish Upon a Star" (letra de Ned Washington e música de Leigh Harline).
| N.º            | Título                                   | Duração |  |
| 1.             | "Symphony in Blue"                       | 3:35    |  |
| 2.             | "In Search of Peter Pan"                 | 3:46    |  |
| 3.             | "Wow"                                    | 3:58    |  |
| 4.             | "Don't Push Your Foot on the Heartbrake" | 3:12    |  |
| 5.             | "Oh England My Lionheart"                | 3:10    |  |
| 6.             | "Fullhouse"                              | 3:14    |  |
| 7.             | "In the Warm Room"                       | 3:35    |  |
| 8.             | "Kashka from Baghdad"                    | 3:55    |  |
| 9.             | "Coffee Homeground"                      | 3:38    |  |
| 10.            | "Hammer Horror"                          | 4:39    |  |
| Duração total: | Duração total:                           | 36:32   |  |

## Desempenho nas paradas musicais
| Parada musical (1978/79)         | Melhor posição |
| -------------------------------- | -------------- |
| Noruega — Norwegian Albums Chart | 5              |
| Nova Zelândia — RIANZ            | 5              |
| Países Baixos — MegaCharts       | 5              |
| Reino Unido — UK Albums Chart    | 6              |
| Suécia — Sverigetopplistan       | 16             |

## Créditos
- Kate Bush - vocais, harmonias vocais, piano, teclado, gravação, arranjo, produtor assistente
- Ian Bairnson - acústica, guitarra rítmica e elétrica, vocais
- Brian Bath - guitarra
- Paddy Bush - harmônica, bandolim, vocais, harmonias vocais, flauta de pã, slide guitar, mandocello
- Richard Harvey - gravação, vocais
- Duncan Mackay - sintetizador, teclados, Fender Rhodes
- Francis Monkman - cravo, teclados, órgão Hammond
- Del Palmer - baixo, vocais
- David Paton - baixo
- Stuart Elliott - bateria - percussão
- Charlie Morgan - bateria

- Andrew Powell - teclados, produtor
- Patrick Jaunead - engenheiro assistente
- David Katz - violino, orquestração
- Jon Kelly - engenheiro de gravação
- Nigel Walker - engenheiro assistente, mixagem, assistente de mixagem